# Sistema de fuertes de Chiloé

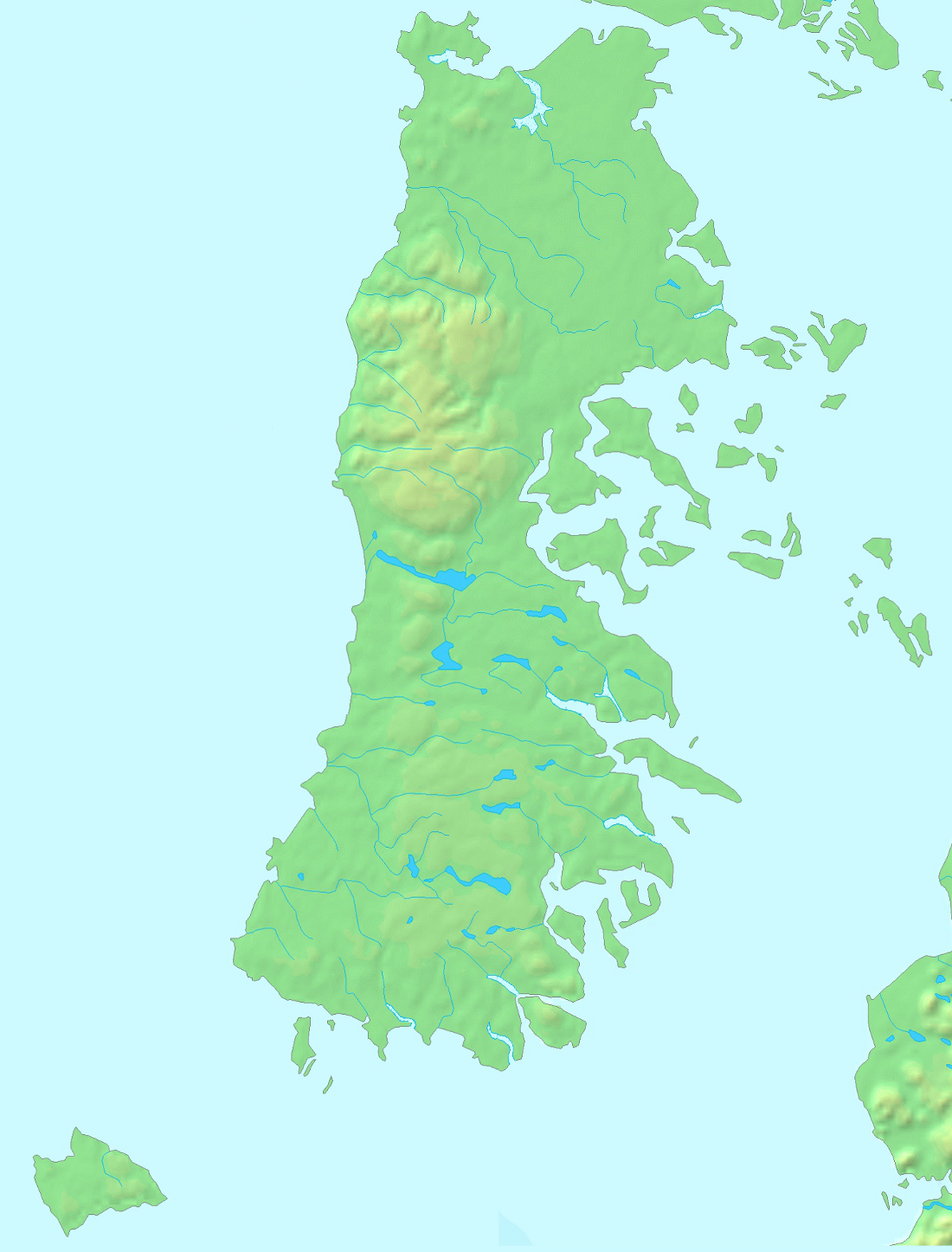
Archipiélago de Chiloé

Sistema de fuertes de Chiloé es el nombre que recibe la serie de fortificaciones virreinales construidas en el archipiélago de Chiloé y la actual Provincia de Llanquihue, en la región de los Lagos de Chile. La mayoría de estas construcciones datan de fines del siglo XVIII, aunque la construcción de las primeras fortificaciones en la zona data de finales del siglo XVI.

## Historia
El territorio de Chiloé comienza a ser poblado por españoles a partir de la expedición liderada por Martín Ruiz de Gamboa, quien en 1567 toma posesión del archipiélago y funda los poblados de Castro y Chacao. De esta época datarían los primeros fortines de la zona en apoyo a los españoles residentes en ambas localidades.
Entre 1602 y 1603 la ciudad de Osorno es abandonada y su población se traslada hacia la zona de control del Gobierno de Chiloé. En este proceso el capitán Francisco Hernández Ortiz Pizarro encarga la construcción de dos nuevos fuertes en la ribera norte del canal de Chacao: San Antonio de la Ribera de Carelmapu y San Miguel de Calbuco, con el fin de conformarse en la línea defensiva norte de la provincia.
En 1768, debido a la ubicación del archipiélago de Chiloé como primer punto controlado por una potencia europea luego del estrecho de Magallanes, el territorio es trasladado de la Capitanía General de Chile al Virreinato del Perú, lo que da origen a una serie de transformaciones, entre las que se cuentan la construcción de la ciudad de San Carlos de Chiloé, el Camino de Caicumeo, y de una serie de fortificaciones principalmente en torno al Canal de Chacao.

## Características

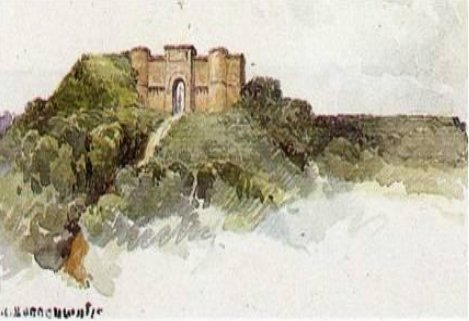
Puerta fortificada del Fuerte Agüi, 1911

Los fuertes chilotes, desde sus primeras construcciones hasta mediados del siglo XVIII, consistieron en sencillas edificaciones caracterizadas por muros de tierra apisonada, fajina o empalizadas, acompañados en ocasiones de fosos. Al interior de estos espacios se agrupaba un número variable de cañones de distinto tamaño y no siempre en buen estado.
Luego del traspaso de la provincia de Chiloé al Virreinato del Perú, se inicia la construcción de fuertes más ambiciosos, que incorporan diseños y materiales inspirados en las realidades de otras zonas más fortificadas de América. De esta forma, en algunos fuertes la piedra cancagua comienza a reemplazar a las antiguas empaladizas, y en fuertes como Agüi se llega incluso a construir una puerta fortificada con puente levadizo.

## Conservación
El 26 de marzo de 1926, a través del Decreto N° 744, se declaran monumentos históricos los fuertes de Tauco, Poquillihue, Chacao, Pargua y Chaicura. Sin embargo, en 1983 se les quita esta condición a las cuatro primeras fortificaciones debido a que, pese a su declaración, estas construcciones habían desaparecido. Solo Chaicura mantiene su estado de monumento nacional.
El 29 de abril de 1991, a través del D. S. 127, se declara monumento nacional al Castillo San Miguel de Agüi, y el 27 de enero de 2009 se entrega similar condición a los restos del Fuerte San Carlos. Por su parte, el Fuerte San Antonio cuenta con la categoría de inmueble de conservación histórica por parte de la Municipalidad de Ancud.
Entre los años 2009 y 2011 se realizó un importante trabajo de restauración de las fortificaciones de Agüi, Balcacura y Chaicura, a partir de financiamiento proveniente del Plan Chiloé del Ministerio de Obras Públicas. Por su parte, a inicios del año 2016 se finalizó un trabajo de puesta en valor del Fuerte Tauco.

## Fortificaciones

### Fortificaciones actuales[1]
| Imagen | Nombre                       | Comuna  | Años de construcción | Arquitecto         | Ubicación             |
| ------ | ---------------------------- | ------- | -------------------- | ------------------ | --------------------- |
|        | Fuerte San Carlos            | Ancud   | 1767 - 1768          | Manuel de Zorrilla | 41°51′42″S 73°49′39″O |
|        | Fuerte San Antonio           | Ancud   | est. 1820            | s/i                | 41°51′44″S 73°49′52″O |
|        | Castillo San Miguel de Agüi  | Ancud   | 1779                 | Manuel de Zorrilla | 41°49′45″S 73°21′07″O |
|        | Fuerte Chaicura              | Ancud   | 1768 - 1866          | s/i                | 41°50′34″S 73°52′15″O |
|        | Batería Balcacura            | Ancud   | 1786                 | Manuel de Zorrilla | 41°51′17″S 73°52′46″O |
|        | Fuerte San Antonio de Chacao | Ancud   | est. 1567            | s/i                | 41°49'54"S 73°30'8"O  |
|        | Fortín Tauco                 | Chonchi | 1779                 | Manuel de Zorrilla | 42°33′08″S 73°45′07″O |

### Fortificaciones desaparecidas[1]
| Nombre                                       | Comuna  | Años de construcción | Descripción histórica |
| -------------------------------------------- | ------- | -------------------- | --- |
| Fuerte San Antonio de la Ribera de Carelmapu | Maullín | est. 1603            | "Tiene un fuerte o reducto de palizadas con un parapeto i dos alas, guarnecida por 60 soldados, con dos piezas de artillería de metal." Diario de la expedición de Hendrik Brouwer, 1646 |
| Fuerte San Francisco Xavier de Maullín       | Maullín | est. 1620            | "Un hexágono equilátero reducido, con doce ángulos, seis entrantes y seis salientes. Su revestimiento exterior es de cuartones y el interior de pequeña estacada, y no está acabado, sino por partes el terraplén entre uno y otro revestimiento. El foso que lo circuye está algo excavado en partes y lo cierra una estacada simple." Jose de Moraleda, 1789.               |
| Centinela de Astillero                       | Maullín |                      | |
| Fuerte San Miguel de Calbuco                 | Calbuco | est. 1603            | "Estos eran de estacas de alrededor (4 metros) de altura del grosor de una pértiga de carro, las que se enterraban en tierra unos tres palmos, en hilera formando el trazado del sitio. Por el interior se colocaban unos palos atravesados llamados cintas donde se amarraban las estacas de la muralla." Alonso González de Nájera, 1614.                                   |
| Batería de Punta Coronel                     | Calbuco |                      | |
| Centinela de Guapacho                        | Ancud   |                      | |
| Batería de Corona                            | Ancud   |                      | |
| Batería de Poquillihue                       | Ancud   | 1779 - 1781          | |
| Batería El Muelle                            | Ancud   | 1779 - 1781          | |
| Batería de Campo Santo                       | Ancud   | 1768 - 1771          | |
| Batería Remolinos                            | Ancud   | 1779                 | |
| Batería Pampa de Lobos                       | Ancud   | 1779                 | |
| Batería La Poza                              | Ancud   |                      | |
| Fuerte Santiago Apóstol de Castro            | Castro  | est. 1567            | "Una sólida edificación en madera, armado de pequeños baluartes y flancos en directa correspondencia con su reducido tamaño; además, contaba para su defensa, con seis piezas de artillería mediana, un pasamuro de bronce, veintiséis mosquetes con su respectiva munición, y pólvora; finalmente, disponía de setecientas veintitrés picas y lanzas armadas con sus astas." |
| Batería marítima de Castro                   | Castro  | 1779                 | |
| Fuerte San Fernando de Tenquehuén            | Aysén   | 1750                 | |